# Алаярві
Алаярві (фін. Alajärvi) — місто на північному заході Фінляндії.

## Географія
Місто займає площу 1 056,75 км ², з яких водна поверхня становить 47,99 км ². 

## Клімат
| Кліматограма Алаярві | Кліматограма Алаярві | Кліматограма Алаярві | Кліматограма Алаярві | Кліматограма Алаярві | Кліматограма Алаярві | Кліматограма Алаярві | Кліматограма Алаярві | Кліматограма Алаярві | Кліматограма Алаярві | Кліматограма Алаярві | Кліматограма Алаярві |
| --- | -------------------- | -------------------- | -------------------- | -------------------- | -------------------- | -------------------- | -------------------- | -------------------- | -------------------- | -------------------- | -------------------- |
| С | Л                    | Б                    | К                    | Т                    | Ч                    | Л                    | С                    | В                    | Ж                    | Л                    | Г                    |
| 42 −5 −9 | 34 −5 −9             | 36 0 −7              | 41 7 −1              | 55 14 5              | 79 18 10             | 92 21 13             | 75 19 12             | 59 13 8              | 60 6 2               | 53 1 −2              | 50 −2 −6             |
| Середня макс. і мін. температури повітря (°C) Атмосферні опади (мм), за рік : 676 мм. Джерело: «Climate-Data.org» (англ.) |                      |                      |                      |                      |                      |                      |                      |                      |                      |                      |                      |

## Населення
Чисельність населення становить 9 269 осіб, станом на 2022 рік. 

## Галерея

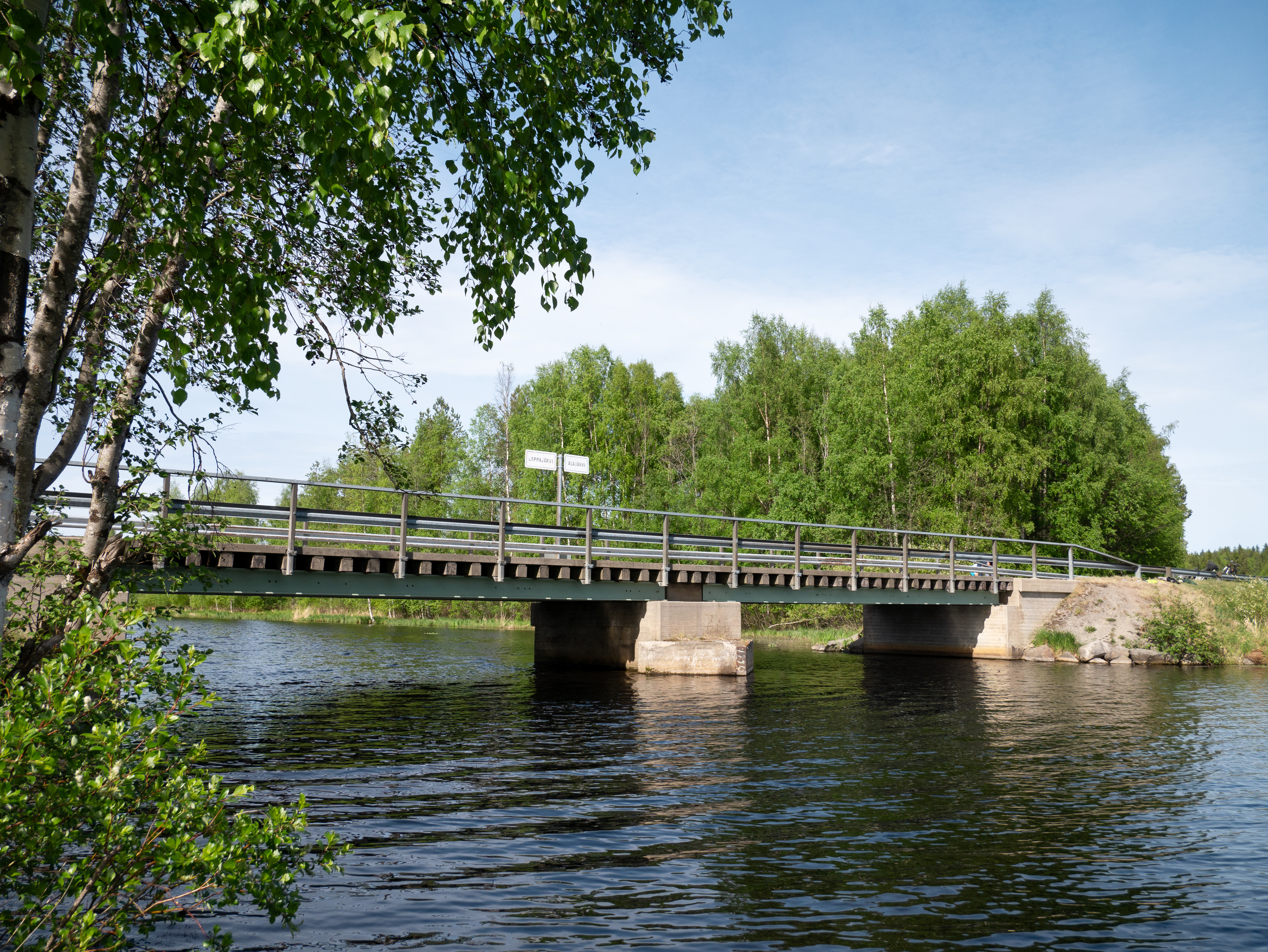
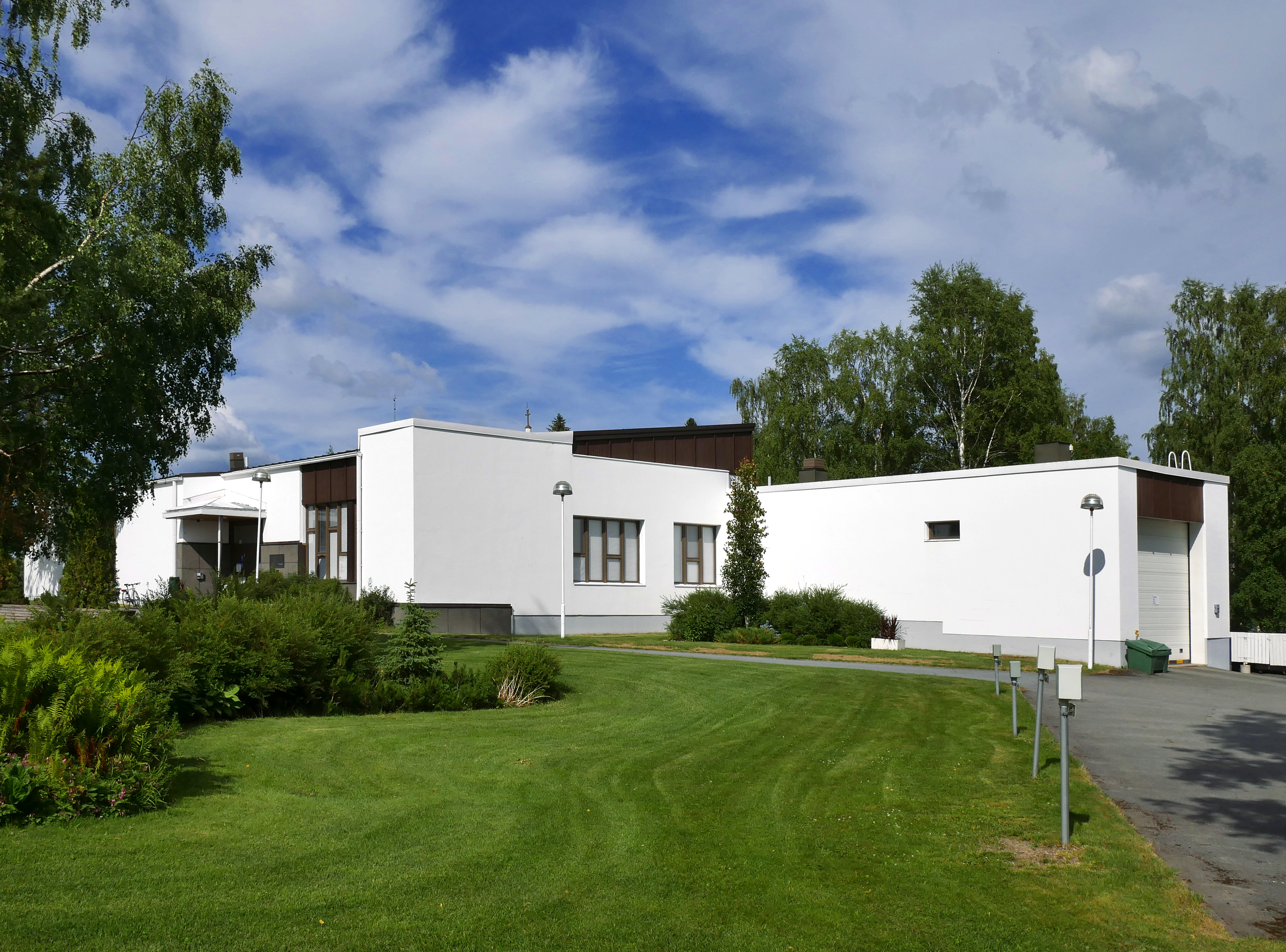
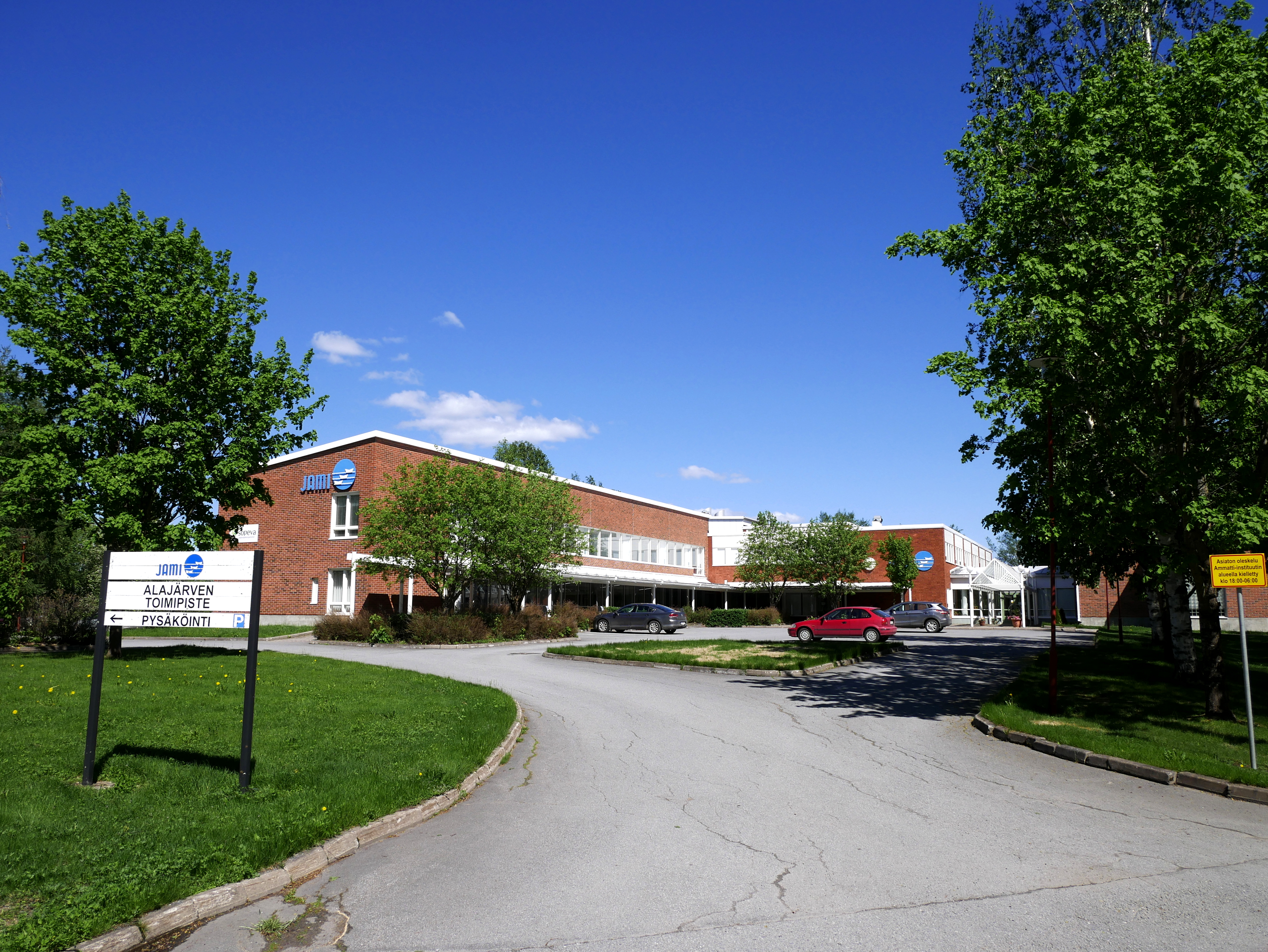
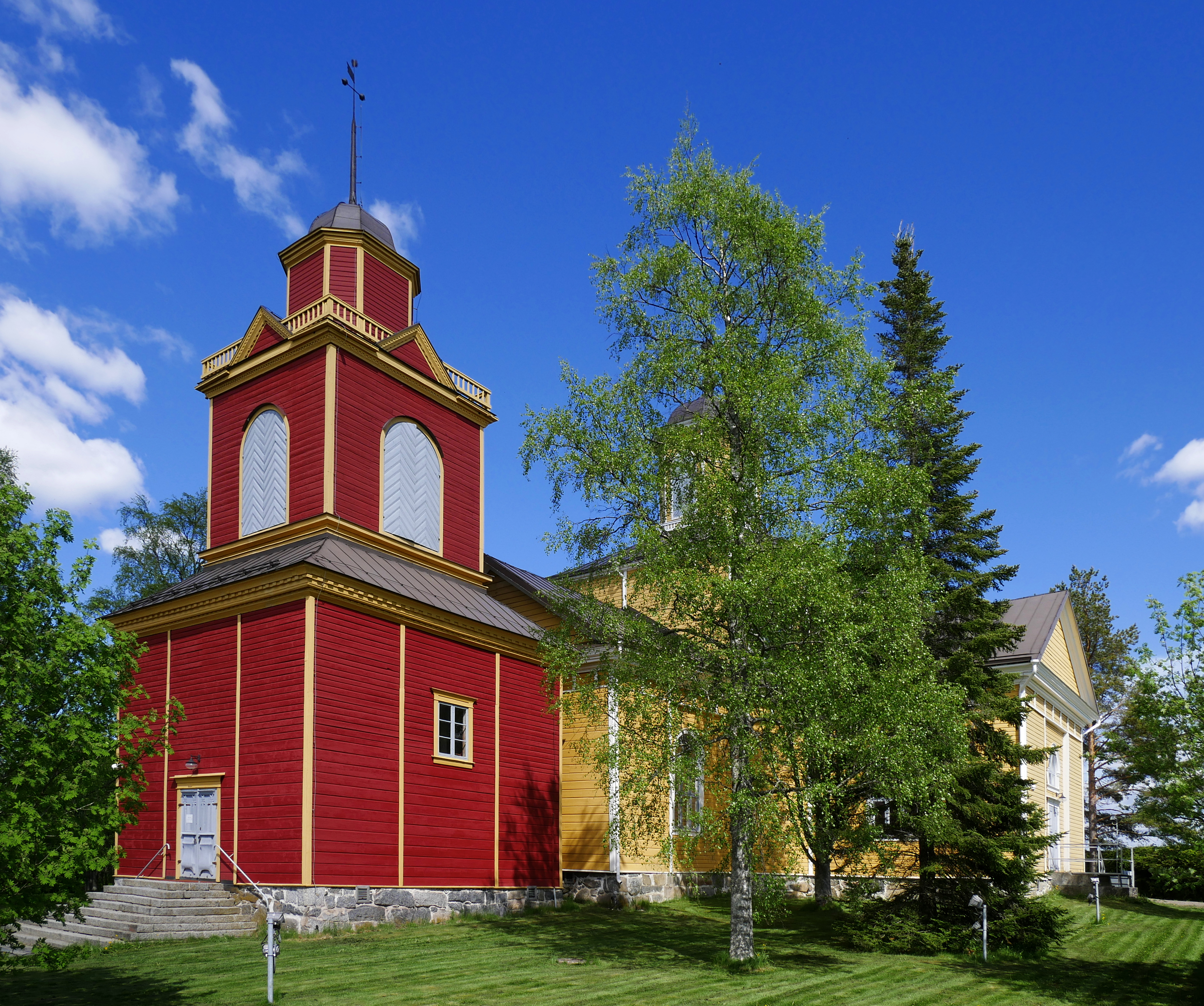
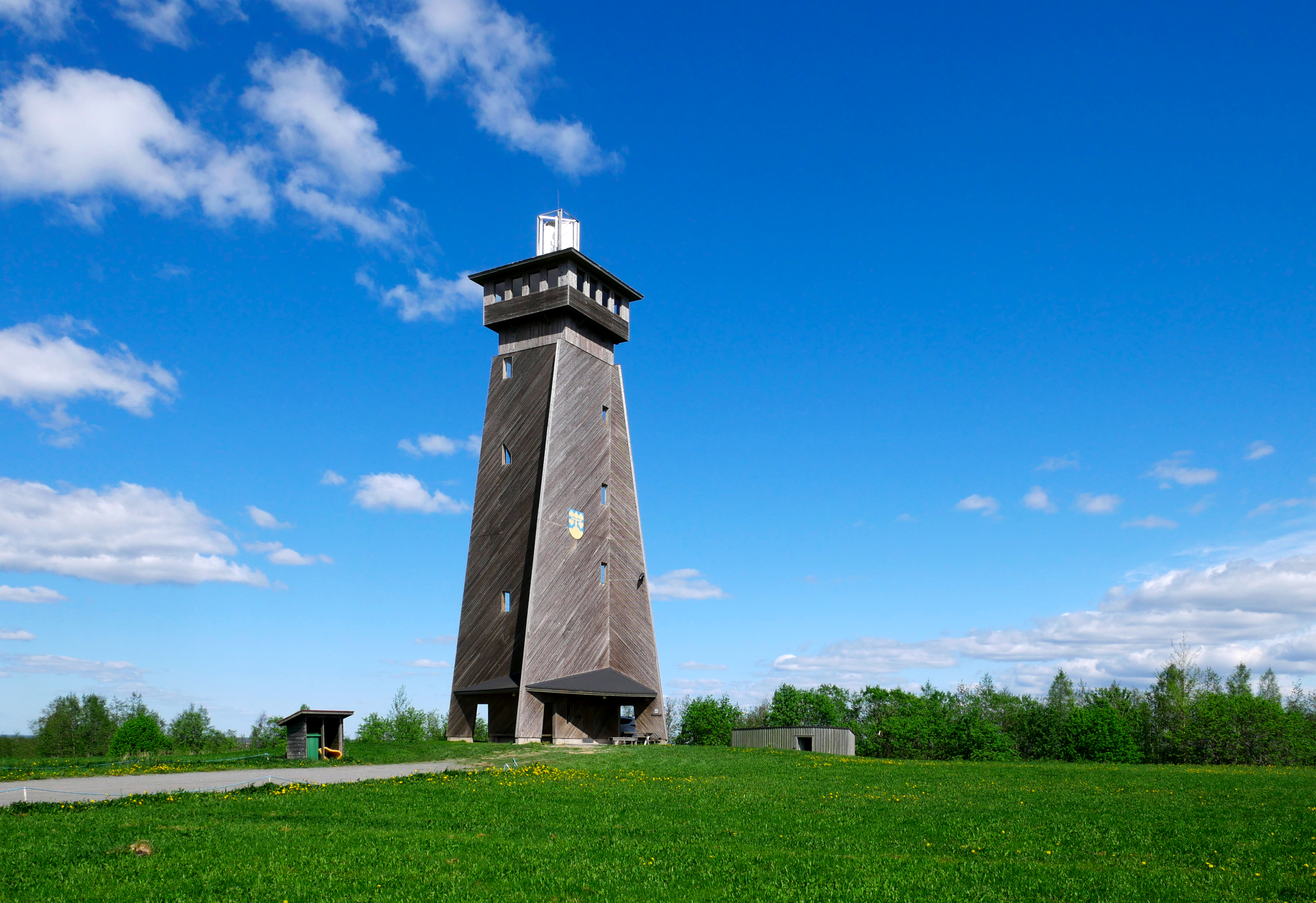